# ينس هوير هانسن
ينس هوير هانسن (بالإنجليزية: Jens Hoyer Hansen)‏ هو صائغ ‏ نيوزيلندي، ولد في 14 يوليو 1940، وتوفي في 10 أغسطس 1999 بسبب سرطان.

## وصلات خارجية
- الموقع الرسمي